# Île Cedros
Pour les articles homonymes, voir Cedros.
L'île Cedros (en espagnol : Isla de Cedros soit « île des cèdres ») est située dans l'océan Pacifique au large de la côte occidentale de la péninsule de Basse-Californie. Elle est rattachée administrativement à la municipalité de San Quintín dans l'État de Basse-Californie. 

## Géographie
Cette grande île est située à 516 km au sud-sud-est de San Diego et le point le plus proche sur le continent est Punta Eugenia à 23 km au sud-est de la pointe la plus méridionale de l'île. L'île a une superficie de 347 km2 . Elle fait partie de la municipalité de San Quintín. Son point culminant est le mont Cedros à 1 205 mètres.
L'île Cedros possède un aéroport (code AITA : CDI).

## Toponymie
L'île a été nommée ainsi par les premiers explorateurs espagnols qui ont associé par erreur les grandes quantités de bois flottants de cèdres et de séquoias arrivant de la Californie par les courants marins aux pins locaux visibles sur la crête de l'île. 

## Histoire
L'île de Cedros était habitée par les premiers occupants de la côte Pacifique de l'Amérique du Nord qui avaient développé un remarquable mode de vie, très adapté aux conditions de cette île aride mais bien pourvue en ressources naturelles. Avant les premiers contacts avec les Européens, la population atteignait environ 1 000 à 1 200 habitants. En 1539, quand l'expédition espagnole menée par Francisco de Ulloa a débarqué sur l'île, elle a trouvé de nombreux villages, chacun comptant une population d'une centaine de personnes environ.  
Ces autochtones  possédaient une technologie maritime sophistiquée ; ils utilisaient la force motrice hydraulique et leur vie dépendait en grande partie des ressources de l'Océan Pacifique. Ces peuples ont été liés aux tribus amérindiennes de la Californie méridionale, du fleuve Colorado et de l'Arizona occidental. Ils ont violemment résisté aux Espagnols et n'ont été jamais conquis par les Européens mais un grand nombre d'Indiens ont succombé aux maladies apportées par les envahisseurs. Il y a environ 300 à 350 ans, des pirates basés sur l'île attaquaient les Galions de Manille en provenance des Philippines chargés de trésors et faisant route vers la Nouvelle-Espagne. Estimant difficile d'atteindre les Indiens sur l'île, les pères jésuites les ont tous emmenés sur le continent à la mission San Ignacio en 1732.
Des chasseurs de baleines et de loutres de mer ont investi l'île entre 1790 et 1850. Une exploitation d'or et de cuivre a eu lieu près de Punta Norte entre 1890 et 1917. Le village de pêcheurs et la fabrique de conserves de pêche de Puerto Cedros ont été établis en 1920. La coopérative de pêche Pescadores Nacionales de Abulon a été fondée en 1943, et un port en eau profonde a été construit en 1966 à l'extrémité sud de l'île. L'île a été cartographiée en détail par des géologues mexicains et nord-américains dans les années 1970. Actuellement, une recherche archéologique sur l'histoire indigène de l'île est conduite par des chercheurs de l'Université d'État de Californie (Northridge) et le Pomona College, sous la direction du  Dr. Matthew Des Lauriers. Plus de 70 sites archéologiques ont été identifiés dont plusieurs datent de plus de 10 000 ans.
De 1953 à 2020, elle faisait partie de la municipalité d'Ensenada.